# Omolon carinata
Omolon carinata är en insektsart som beskrevs av Guérin-Méneville. Omolon carinata ingår i släktet Omolon och familjen hornstritar. Inga underarter finns listade i Catalogue of Life.